# Groove A・Go・Go
『Groove A・Go・Go』（グルーヴ ア・ゴー・ゴー）は、日本の歌手、杏里の楽曲である。

## 概要
- フジテレビ系連続ドラマ「ハートに火をつけて!」の主題歌として起用された[1]。
- 作詞は吉元由美[2]、作曲はANRI、編曲は小倉泰治。
- 13thアルバム『CIRCUIT of RAINBOW』に収録されたが、シングルカットはされなかった。
- ミュージック・ビデオには山本未来が出演。
- この曲で第40回NHK紅白歌合戦に2度目の出場[3]、バックバンドとダンサーを従え歌唱した。
- 1994年のセルフカバーアルバム『16th Summer Breeze』では大きくアレンジを変えて新録された。
- 2019年にはNight Tempoによるリエディット版が『杏里 - Night Tempo presents ザ・昭和グルーヴ』に収録された[4]。

## 主な収録アルバム
- CIRCUIT of RAINBOW
- MY FAVORITE SONGS 2
- 16th Summer Breeze（新録）
- Anri The Best
- Surf & Tears（新録）